# الفت کاشانی
میرزا محمدقلی کاشانی با تخلّص اُلفَت (؟ - ۱۸۲۵م/ ۱۲۴۰ق) شاعر ایرانی و کاتب دربار قاجاری بود.

## زندگی
محمدقلی کاشانی در سالی نامعلوم در کاشان از خانواده‌ای آذری افشاری‌تبار به دنیا آمد. منشی مخصوص شاهزاده حسنعلی میرزا بود و در همین هنگام به شعرگویی گرایید. نویسنده‌ای ایرانی معاصرش، او را «مردی ظریف و مهربان و خوش‌قیافه» توصیف نموده که «از ذوق و قریحه، بهره‌ای تمام داشت». الفت کاشانی در مدح امامان شیعهٔ دوازده‌امامی و چهارده معصوم اشعاری سرود، از جمله سیزده‌بند. دیوانش حدوداً پنج‌هزار ابیات و بیشتر آن غزلیات است.

الفت کاشانی در ۱۸۲۵م/ ۱۲۴۰ق درگذشت.